# Aithbhreac Inghean Coirceadal
Aithbhreac Inghean Coirceadal, född 1430, död 1480, var en skotsk poet. 
Hon var gift med Niall Og Mac Neill, Constable av Castle Sween i Knapdale. Hon författade år 1470 en elegi till sin make, som blivit berömd. Den är den tidigaste kända poemet skrivet på skotsk gaeliska av en kvinna, och en av endast fyra poem skriven av kvinnor på klassisk bardisk meter.  